# ブルー・キャステロ
ブルー・キャステロ (Blue Castello) は、デンマーク産のブルーチーズ。キャステロはチーズのブランドである。十角形を半分に切ったような外装に梱包・販売されるケースが多いが、製品ラインナップには小分けにしたパッケージもある。2015年に International Cheese Awards(en) を受賞している。
キャステロのブランドは1893年が起源で、当時は白カビチーズを作っていた。ブルーチーズは1969年に初めて作られた。キャステロブランドはトールストラップ (Tholstrup Cheese) が所有していたが、2006年の買収によりアーラ・フーズに帰属している。
味はブルーチーズの中ではマイルドな方として分類され、同じくデンマークのダナブルーというブルーチーズよりも食べやすく、初心者でも受け入れやすい。青カビが茶色く変色する直前が食べ頃とされる。料理の素材としてもよいし、コクのある赤ワインと合わせてもよい。